# 廖家爵
廖家爵（英語：Kelvin Liu，1993年11月7日—），香港無綫電視男藝人，2019年第30期無綫電視藝員訓練班學員畢業。父親為藝人廖駿雄，祖父為上水鄉紳廖潤琛。 2024無線台慶「全台力撐潛質男藝人」。

## 演出作品

### 電視劇 (無綫電視)
2020年
- 使徒行者3
- 踩過界II

2021年至今
- 愛·回家之開心速遞

2021年
- 愛美麗狂想曲
- 大步走
- 逆天奇案
- 伙記辦大事
- 失憶24小時
- 陀槍師姐2021
- 一笑渡凡間
- 七公主
- 星空下的仁醫
- 換命真相
- 異搜店
- 我家無難事
- 十月初五的月光
- 拳王
- 愛上我的衰神

2022年
- 金宵大廈2
- 超能使者
- 童時愛上你
- 雙生陌生人
- 痞子殿下
- 把關者們
- 黯夜守護者
- 白色強人II
- 拳王
- 輕·功
- 法證先鋒V

2023年
- 隱形戰隊
- 有種好男人
- 新四十二章
- 黃金萬両
- 法言人
- 隱門
- 破毒強人

2024年
- 法證先鋒6 倖存者的救贖
- 異空感應

2025年
- 富貴千團
- 痞子無間道
- 奪命提示
- 虛擬情人
- 刑偵12
- 麻雀樂團

### 電視劇 (邵氏兄弟)
2023年
- 廉政狙擊

### 綜藝節目
2021年
- 開心大綜藝
- 明星運動會

### 電影
2022年
- 神探大戰

## 外部連結
- 廖家爵在tvb.com的資料
- 廖家爵的Instagram帳戶
- 廖家爵的Facebook專頁
- 廖家爵在香港影庫上的簡介